# Ready for the Weekend (canción de R3hab y Nervo)
«Ready for the Weekend» —en español: «Listo para el fin de semana»— es una canción realizada en coproducción por el disc jockey y productor neerlandés R3hab y el dúo de disc jockeys y cantantes australianas Nervo con la colaboración de la cantante jordana Ayah Marar. Fue lanzada el 8 de agosto de 2014, como descarga digital a través de iTunes.

## Lista de canciones
| Descarga digital — sencillo |                                      |          |  |
| N.º                         | Título                               | Duración |  |
| 1.                          | «Ready for the Weekend» (Radio edit) | 4:33     |  |